# کوچ‌تپه (کاهتا)
کوچ‌تپه (به ترکی استانبولی: Koçtepe) (به کردی: Hopak) یک منطقهٔ مسکونی کردنشین در ترکیه است که در کاهتا واقع شده‌است.